# Okres Kroměříž

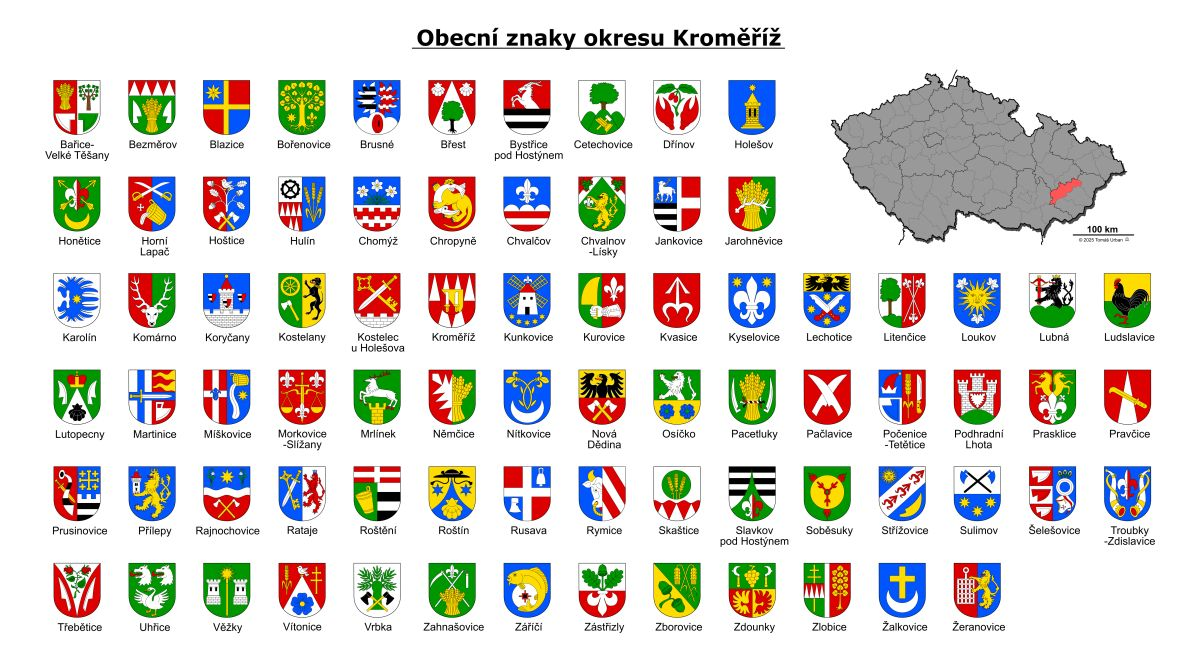
Přehled znaků okresu Kroměříž

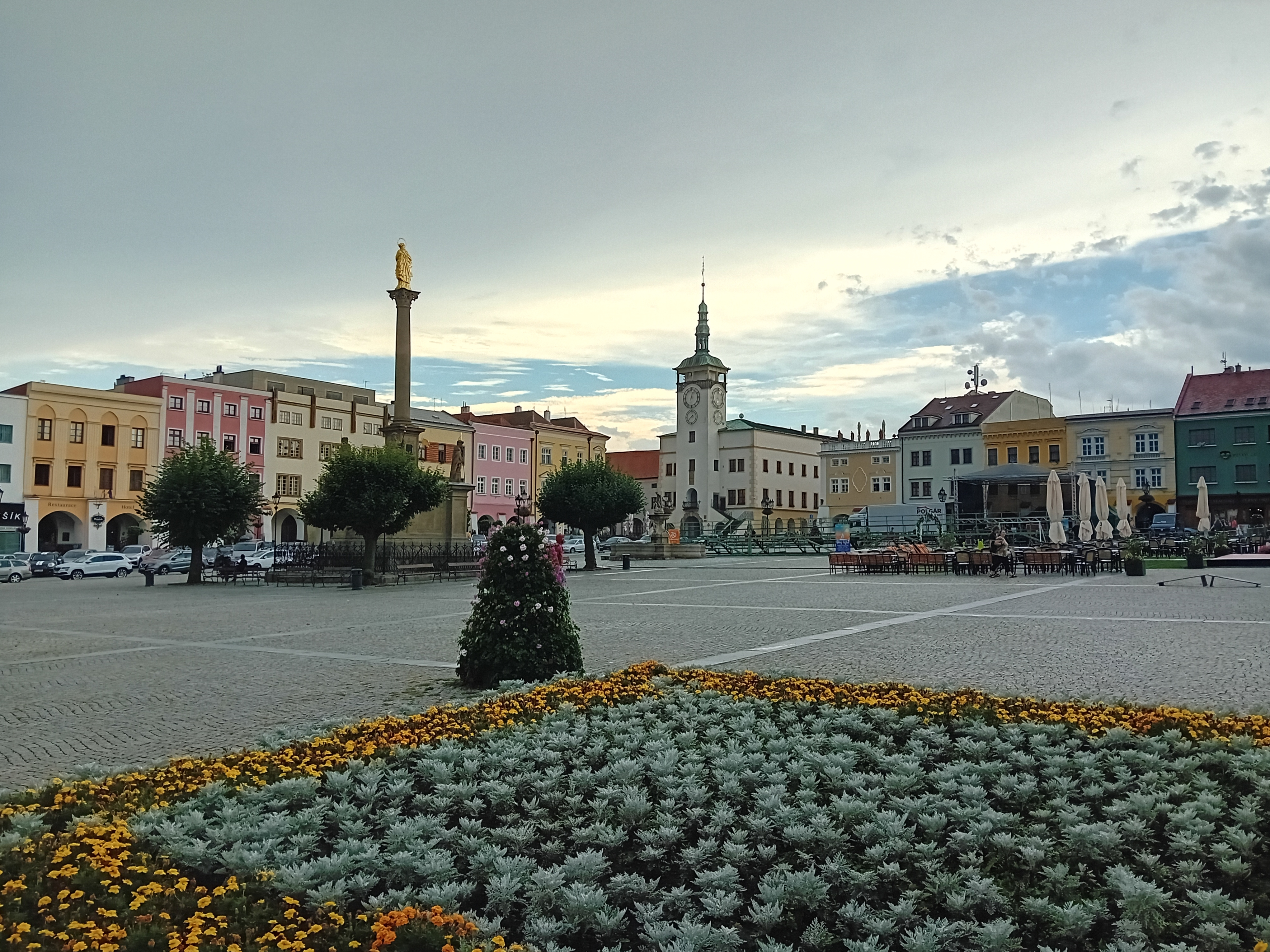
Centrum okresního města

Okres Kroměříž leží na střední Moravě, v severozápadní části Zlínského kraje. Jeho dřívějším sídlem bylo město Kroměříž.
V rámci kraje sousedí na severovýchodě s okresem Vsetín, na jihovýchodě s okresy Zlín a Uherské Hradiště. Na jihu a jihozápadě hraničí s okresy Hodonín a Vyškov Jihomoravského kraje, na severozápadě a severu s okresem Prostějov a s okresem Přerov Olomouckého kraje.

## Struktura povrchu
K 31. prosinci 2003 měl okres celkovou plochu 799,22 km², z toho:
- 61,91 % zemědělských pozemků, které z 85,55 % tvoří orná půda (52,96 % rozlohy okresu)
- 38,09 % ostatní pozemky, z toho 71,64 % lesy (27,29 % rozlohy okresu)

## Demografické údaje
Data k 30. červnu 2005:
| Popis          | Celkem  | Ženy           | Muži           |
| -------------- | ------- | -------------- | -------------- |
| počet obyvatel | 107 852 | 55 421 51,39 % | 52 431 48,61 % |
| průměrný věk   | 39,7    | 41,4           | 38,0           |

- hustota zalidnění: 135 ob./km²
- 63,7 % obyvatel žije ve městech

### Zaměstnanost
(2003)
| Počet obyvatel se stálým zaměstnáním | 24 862    |
| Průměrný plat                        | 13 586 Kč |
| Nezaměstnaných                       | 6 077     |
| Míra nezaměstnanosti                 | 11,57 %   |

### Školství
(2003)
| Druh školy                     | Počet škol |
| ------------------------------ | ---------- |
| Mateřské školy                 | 68         |
| Základní školy                 | 42         |
| Gymnázia                       | 3          |
| Střední školy průmyslové školy | 15         |
| Střední odborná učiliště       | 7          |
| Vyšší odborné školy            | 3          |

### Zdravotnictví
(2003)
| Lékaři                          | 351 |
| Nemocnice                       | 1   |
| Specializovaná léčebná zařízení | 3   |
| Zubní lékaři                    | 57  |
| Lékárny                         | 17  |

### Zdroj
- Český statistický úřad

## Silniční doprava
Okresem prochází dálnice D1 a D55 a část dálnice D49. Silnice I. třídy I/47, I/50 a I/55.
Silnice II. třídy jsou II/150, II/367, II/428, II/429, II/432, II/433, II/435, II/436, II/437, II/438 a II/490.

## Železniční doprava
Okresem prochází železniční tratě: Přerov–Břeclav, Brno–Přerov, Kojetín–Valašské Meziříčí, Kroměříž–Zborovice.

## Seznam obcí a jejich částí
Města jsou uvedena tučně, městyse kurzívou, části obcí malince.
Bařice-Velké Těšany (Bařice • Velké Těšany) •
Bezměrov •
Blazice •
Bořenovice •
Brusné •
Břest •
Bystřice pod Hostýnem (Bílavsko • Hlinsko pod Hostýnem • Rychlov • Sovadina) •
Cetechovice •
Dřínov •
Holešov (Dobrotice • Količín • Tučapy • Všetuly • Žopy) •
Honětice •
Horní Lapač •
Hoštice •
Hulín (Chrášťany • Záhlinice) •
Chomýž •
Chropyně (Plešovec) •
Chvalčov •
Chvalnov-Lísky (Chvalnov • Lísky) •
Jankovice •
Jarohněvice •
Karolín •
Komárno •
Koryčany (Blišice • Jestřabice • Lískovec) •
Kostelany (Lhotka • Újezdsko) •
Kostelec u Holešova (Karlovice) •
Kroměříž (Bílany • Drahlov • Hradisko • Kotojedy • Kroměříž • Postoupky • Těšnovice • Trávník • Vážany • Zlámanka)  •
Kunkovice •
Kurovice •
Kvasice •
Kyselovice •
Lechotice •
Litenčice (Strabenice) •
Loukov (Libosváry) •
Lubná •
Ludslavice •
Lutopecny (Měrůtky) •
Martinice •
Míškovice •
Morkovice-Slížany (Morkovice • Slížany) •
Mrlínek •
Němčice •
Nítkovice •
Nová Dědina •
Osíčko •
Pacetluky •
Pačlavice (Lhota • Pornice) •
Počenice-Tetětice (Počenice • Tetětice) •
Podhradní Lhota •
Prasklice •
Pravčice •
Prusinovice •
Přílepy •
Rajnochovice •
Rataje (Popovice • Sobělice) •
Roštění •
Roštín •
Rusava •
Rymice •
Skaštice •
Slavkov pod Hostýnem •
Soběsuky (Milovice • Skržice) •
Střílky •
Střížovice •
Sulimov •
Šelešovice •
Troubky-Zdislavice (Troubky • Zdislavice) •
Třebětice •
Uhřice •
Věžky (Vlčí Doly) •
Vítonice •
Vrbka •
Zahnašovice •
Záříčí •
Zástřizly •
Zborovice (Medlov) •
Zdounky (Cvrčovice • Divoky • Lebedov • Nětčice • Těšánky) •
Zlobice (Bojanovice) •
Žalkovice •
Žeranovice

## Seznam správních obvodů obcí s rozšířenou působností
Okres se skládá ze tří správních obvodů obcí s rozšířenou působností, které jsou shodné se správními obvody obcí s pověřeným úřadem:
- Kroměříž
- Bystřice pod Hostýnem
- Holešov

## Změna hranice okresu
Do 1. ledna 2007 byla v okrese Kroměříž také obec:
- Bělov – poté okres Zlín

## Řeky
- Morava
- Haná (řeka)
- Juhyně
- Kyjovka
- Litava
- Moštěnka
- Rusava